# Nowoseliwka (hromada Berezanka)
Nowoseliwka (ukr. Новоселівка) – wieś na Ukrainie, w obwodzie mikołajowskim, w rejonie mikołajowskim, w hromadzie Berezanka. W 2001 liczyła 89 mieszkańców, spośród których 85 wskazało jako ojczysty język ukraiński, 3 rosyjski, a 1 mołdawski.